# Daubenhorn
De Daubenhorn is een berg van 2.942 meter hoog, in de Berner Alpen, gelegen boven het dorp Leukerbad, Zwitserland. De Gemmipas scheidt de Daubenhorn van de Plattenhörner. 
Op de berg ligt de langste via ferrata in Zwitserland. De route loopt over de zuidoostelijke zijde van de berg en gaat vanaf daar verder naar de top.